# Дихромат меди(II)
Дихромат меди(II) — неорганическое соединение,
соль меди и дихромовой кислоты кислоты с формулой CuCr2O7,
растворяется в воде,
образует кристаллогидраты —
чёрные

или красно-коричневые

кристаллы.

## Получение
- Растворение карбоната меди в растворе триоксида хрома:{\displaystyle {\mathsf {CuCO_{3}+2CrO_{3}\ {\xrightarrow {}}\ CuCr_{2}O_{7}+CO_{2}\uparrow }}}
- Растворение гидроксокарбоната меди(II) (синтетический малахит) в растворе триоксида хрома:
- Растворение оксида меди(II) в растворе триоксида хрома:

## Химические свойства
Растворение в азотной кислоте:
{\displaystyle {\ce {CuCr2O7 + 2HNO3 -> Cu(NO3)2 + H2Cr2O7}}}

## Физические свойства
Дихромат меди(II) образует кристаллы.
Растворяется в воде и этаноле.
Образует кристаллогидрат состава CuCr2O7•2H2O — кристаллы
моноклинной сингонии,
пространственная группа P 21/n,
параметры ячейки a = 1,319 нм, b = 0,7579 нм, c = 0,7411 нм, β = 105,81°, Z = 4
.